# 里夏尔·茹夫

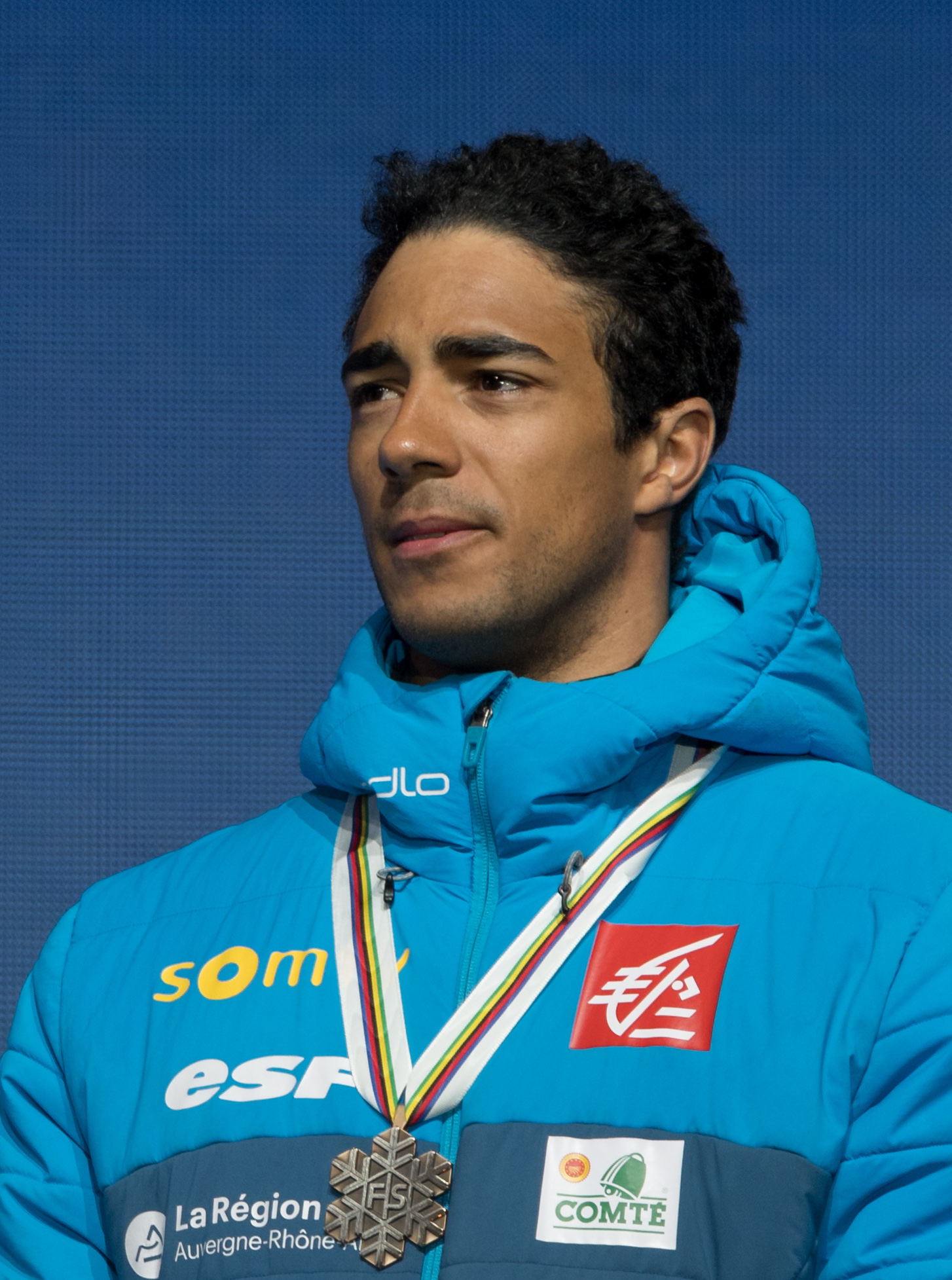
里夏尔·茹夫(攝於2019年)

里夏尔·茹夫（法語：Richard Jouve，1994年10月25日—），法国男子越野滑雪运动员。他曾代表法国参加2018年和2022年冬季奥林匹克运动会越野滑雪比赛，其中2018年冬季奥运会获得男子团体竞速赛铜牌，2022年冬季奥运会则获得男子4×10公里接力铜牌。